# Murder Princess
Murder Princess (マーダー·プリンセス Mādā Purinsesu?) es un manga japonés escrito e ilustrado por Sekihiko Inui. Su adaptación a serie de anime se compuso de seis OVAs que fueron producidas por Marvelous Entertainment y Bee Train entre marzo y agosto de 2007. La licencia del anime pertenecía a ADV films, pero en el 2008 fue transferida a Funimation Entertainment.

## Argumento
La historia inicia con el Dr. Akamashi, presentado como un científico que anteriormente había sido empleado en el gobierno, ejecutando un golpe de Estado en el reino de Forland. Con su último aliento el rey moribundo envía a su hija Alita a buscar al príncipe Kaito, quien se encuentra en una misión diplomática con su escolta militar en el extranjero. Ella huye del castillo y llega a un bosque en la frontera del país.
Mientras corre la princesa cae de un risco y aterriza sobre Falis, una mal afamada mujer cazarrecompensas. Debido a su experiencia cercana a la muerte la cual da lugar a una comunicación espiritual, las almas de Alita y Falis se intercambian. Después de que Falis se encarga de la bestia guardiana del bosque, Alita le suplica a la cazarrecompensas que proteja al reino de Forland, ofreciéndose a sí misma, en cuerpo y alma como garantía. Falis acepta.
esta historia fue creada gracias a la colaboración de sayorii iwan

## Personajes

### Aliados
Alita Forland (アリタ‧フォーランド Arita Fōrando?)
Voz por: Ami Koshimizu, Monica Rial (inglés)
Segunda hija del último rey de Forland. Ella escapo del castillo durante la ocupación de Akamashi, se encuentra con Falis y gracias a una experiencia cercana a la muerte cambian de cuerpos. En pago por ayudar a la defensa del reino, ella se ofrece a sí misma en cuerpo y alma a Falis. Posteriormente ella toma el rol de su anterior sirvienta Milano, la cual murió asegurándole una ruta de escape durante la ocupación, y asiste a Falis con las labores del reino. 
Falis (ファリス Farisu?)
Voz por: Romi Park, Colleen Clinkenbeard (inglés)
Falis es una de las más fuertes y malafamadas cazarrecompensas en el mundo, incluso dice que ha matado a un dragón. Cuando se encontraba operando cerca de la frontera del reino de Forland se topa con la princesa Alita y ellas dos terminan intercambiando cuerpos por accidente. Ahora dentro del cuerpo de Alita, ella tiene el acuerdo de asumir la identidad de Alita y proteger el reino. Su arma favorita es una antigua katana llamada Himetsuru (姫鶴, ひめつる lit. Crane Princess'?); ella algunas veces usa una daga junto con la espada.
Dominikov (ドミニコフ Dominikofu?)
Voz por: Kazuki Yao, Chuck Huber (inglés)
Un cazarrecompensas compañero de trabajo de Falis. En el manga él es un Shinigami, con un gran conocimiento, mientras que en el anime él es un cyborg. Su arma favorita es una larga guadaña.
Pete Armstrong (ピート‧アームストロング Piito Amusutorongu?)
Voz por: Akimitsu Takase, Ben Phillips (inglés)
Un cazarrecompensas compañero de trabajo de Falis. Mientras él es grande, feroz, y extremadamente poderoso en un combate mano a mano, más allá de su piel violeta, es un alma gentil. Al igual que Dominikov, Pete es un cyborg en el anime.
Jodu Entolasia (ジョドォ‧エントラシア Jodō Entorashia?)
Voz por: Takkou Ishimori, R. Bruce Elliott (inglés)
Es el mayordomo de la familia real del reino de Forland. Él es muy serio y suele ser muy estricto cuando de preparar a Alita para ser una princesa, el continua sirviendo a Alita aun después del cambio de cuerpos, ayuda a Falis en comportarse como una princesa.
Milano Entolasia (ミラノ‧エントラシア Mirano Entorashia?)
Voz por: Mayuko Takahashi, Brittney Karbowski (inglés)
La verdadera Milano, sirvienta de Alita y nieta de Jodu.  Ella suplanta a la princesa Alita durante el golpe de Estado, para permitir que Alita escapara, pero es asesinada. Posteriormente Alita asume la identidad de Milano.

### Antagonistas
Dr. Akamashi (アカマシ Akamashi-sensei?)
Voz por: Hiroshi Tsuchida, Mark Stoddard (inglés)
Anteriormente un científico que trabajaba para el último rey de Forland. El abuso de tecnología perdida confiada a la familia real de Forland y conspiró para tomar control del reino para tener acceso a la tecnología mencionada. El busca la captura de Alita viva. Se trata de un experto en crear formas de vida artificiales, ya sea de metal o de carne y hueso.
Ana (アナ?)
Voz por: Chiwa Saitō, Carrie Savage (inglés)
Uno de los guardaespaldas robóticos del Dr. Akamashi. Ana fue construida en la forma de una pequeña niña con tecnología originada en el Viejo Mundo. Ella es extremadamente agresiva y le gusta provocar a sus oponentes, sin aprecio por la vida humana excepto por la del Dr Akamashi, Sus habilidades y equipo son especiales para el combate mano a mano y a corta distancia.
Yuna (ユナ?)
Voz por: Chiwa Saitō, Carrie Savage (inglés)
Uno de los guardaespaldas robóticos del Dr. Akamashi, construida de la misma manera que Ana, pero contrario a ella es tímida y reservada, aunque con la tendencia de perder el autocontrol fácilmente y dar rienda suelta a su furia, liberando su poder de fuego a todo lo que se encuentre a la vista, si el Dr. Akamashi se encuentra en grave peligro. Ella usa tecnología del Viejo Mundo para disparar con precisión y armas de largo alcance como pistolas y misiles.
Cecilia (セシリア Seshiria?)
Voz por: Megumi Toyoguchi, Wendy Powell (inglés)
Una hechicera que vigila los movimientos de Alita. No se conoce mucho de ella aunque Falis tiene malos recuerdos de ella..
Príncipe Kaito, también conocido como The Dark Knight (黒い騎士 Kuroi Kishi?)
Voz por: Daisuke Namikawa, Patrick Seitz (inglés)
Príncipe de Forland, Kaito es el hermano mayor de Alita, es ocho años mayor que ella. Alita habla de él con cariño, presumiendo su habilidad con la espada, y su gentileza. El príncipe Kaito dejó su país para mantener pláticas de paz el país vecino del oeste, el reino de Grandel y no se ha tenido noticia del desde entonces. Cuando el regresa, se revela que es el hombre que porta la pesada armadura negra que acompaña a Cecilia.

## Media

### Anime
Seis episodios en formato OVA fueron producidos en el 2007 por Marvelous Entertainment, de la animación se encargó el estudio Bee Train Production Inc. Esta fue la primera producción desde 1999 que no fue dirigida por el fundador de la compañía, CEO y director en jefe del equipo de producción Kōichi Mashimo.  Mashimo estuvo a cargo de la planeación, el guion era de Tatsuhiko Urahata. Tomoyuki Kurokawa fue el director en jefe y director de animación. Otros directores involucrados fueron Shinya Kawatsura y Tomoaki Kado.
La dirección del arte estuvo a cargo de Yoshimi Umino y Shin Watanabe, mientras que Yoshimitsu Yamashita fue el encargado del diseño de personajes. La música fue compuesta por Yasufumi Fukuda. 

### Música
La música original fue compuesta por Yasufumi Fukuda.
Tema de apertura
- "The Direction the Light Points" (ヒカリサスホウ Hikari Sasuhou?) FK Metal ver. por Back-On

Tema de cierre
- "Naked Flower" por Romi Park

- Datos: Q204280